# (486) Cremona
(486) Cremona – planetoida z grupy pasa głównego asteroid okrążająca Słońce w ciągu 3 lat i 222 dni w średniej odległości 2,35 j.a. Została odkryta 11 maja 1902 roku w Landessternwarte Heidelberg-Königstuhl w Heidelbergu przez Luigi Carnerę. Nazwa planetoidy pochodzi od włoskiej miejscowości Cremona. Przed nadaniem nazwy planetoida nosiła oznaczenie tymczasowe (486) 1902 JB.